# Уничтожение ордена иезуитов

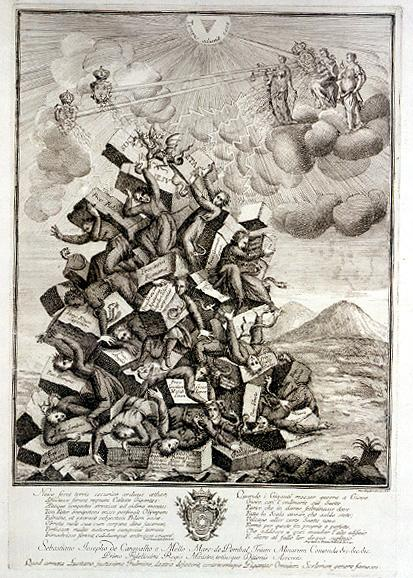
Аллегория роспуска ордена иезуитов в 1773 году как гигантомахии

Уничтожение ордена иезуитов — изгнание иезуитов из католических стран Европы и их колоний, расформирование общества Иисуса (ордена иезуитов) и гонения на бывших членов ордена во второй половине XVIII века. Упразднение ордена было вызвано политическими и экономическими, а не внутрицерковными, богословскими либо другими, причинами.
Оппозиция иезуитам дворов великих католических монархов Европы (Испанской империи, Франции, Португальской империи) вынудила папу Климента XIV в 1773 году упразднить орден, в течение двух веков бывший опорой папства и основной силой контрреформации; в результате иезуиты были изгнаны также из Пармского герцогства, обеих Сицилий, земель Мальтийского ордена.
Изгнание иезуитов рассматривается в качестве одного из первых проявлений нового светского духа времени эпохи Просвещения, получившего наибольшее выражение в антиклерикализме Великой французской революции.

## Предпосылки
К середине XVIII века иезуиты приобрели в Европе репутацию политических интриганов и экономических эксплуататоров. Они расценивались своими противниками как склонные вмешиваться во внутригосударственные дела через свои тесные связи с влиятельными членами королевских дворов. В качестве мотивации иезуитов назывались жадность, особые интересы их ордена и отстаивание интересов папства. Орден накопил немалое влияние и богатство, на 1750 год в нём состояло 22787 членов, орден имел 381 резиденцию, 669 коллегий, 176 семинарий и 223 миссии.
Во многих странах Европы, включая Испанию, Португалию и Францию, образовались настоящие антииезуитские партии, стремящиеся к укреплению власти «просвещённых» королей. Среди выдвигавшихся требований были ограничение политического и экономического влияния ордена, лишение иезуитов монопольного права на влиятельную должность королевского исповедника.
Монархи многих, прежде всего католических, европейских государств становились всё подозрительнее к тому, что они воспринимали как грубое вмешательство в их дела со стороны иностранной компании. Изгнание иезуитов несло для монархов дополнительное преимущество в виде возможности изымать имущество, доходы от торговли и накопленное богатство ордена.
Роспуск ордена послужил решению клубка политических противоречий между странами Европы, начиная с территориальных споров между Францией и Португалией в 1750 году.
В 1758 году португальское правительство воспользовалось ослаблением папы Бенедикта XIV и изгнало иезуитские редукции со своих земель в Америке, после подавления вспыхнувшего конфликта орден был официально изгнан в 1759 году. В 1762 году французский суд вынес решение против общества Иисуса в большом деле о банкротстве под давлением целого ряда групп — как изнутри Церкви, так и светской интеллигенции, а также лично мадам Помпадур.
Австрия и обе Сицилии издали указы против ордена в 1767 году.
На папское решение упразднить орден повлияла политическая необходимость примирения с Бурбонами. Результатом уничтожения иезуитского ордена стало примирение с римским престолом католических держав, возвращение церковных владений, захваченных Францией и Неаполем при Клименте XIII, и восстановление папского суверенитета над Авиньоном и Беневенто.

### В Португалии
Португалия была первым государством, выступившим против ордена иезуитов.
По Мадридскому договору 1750 года между Испанией и Португалией, земли на восточном берегу реки Уругвай были переданы Португалии. Живущие в иезуитских миссиях на этих землях индейцы гуарани под предводительством иезуитов начали партизанскую войну против португальских властей. Началось следствие, но ещё до его завершения, в 1758 году, состоялось покушение на португальского короля Жозе I. Иезуитов обвинили в соучастии и 3 сентября 1759 года под влиянием противника иезуитов министра Помбаля был принят королевский эдикт. Деятельность ордена на земле Португальской Империи была запрещена, члены ордена были изгнаны из пределов Португалии в Папскую область.

## ПосланиеDominus ac Redemptor
21 июля 1773 года было издано папское послание (бреве) Dominus ac Redemptor Noster. Послание упраздняло монашеский орден иезуитов и подробно мотивировало эту меру.
Имущество подлежало конфискации в пользу светских властей. Иезуиты были присоединены к приходскому клиру. Последний генерал ордена Лоренцо Риччи, не желавший реформ ордена и заявлявший: «Sint ut sunt aut non sint» (с лат. — «Пусть (иезуиты) будут, как они есть, или пусть их не будет»), был заточён вместе со своим заместителем в римскую крепость св. Ангела, где и умер в 1775 году.
Климент был уверен, что иезуиты лишат его жизни за уничтожение их ордена; действительно, он вскоре умер, и современники были убеждены, что его отравили иезуиты.

## Дальнейшая судьба ордена

### В России
После роспуска общества в Европе и первого раздела Речи Посполитой двести один иезуит в четырёх колледжах и двух резиденциях польских и литовских областей оказался на территории Российской империи под покровительством Екатерины II. Последняя, по доставке в Польшу в сентябре 1773 года папского послания, повелела считать его несуществующим.

### В других странах
По различным причинам орден продолжил своё существование в некоторых некатолических странах: в Китае и в Индии, где сохранилось несколько миссий, в Швейцарии и в Пруссии. Общество болландистов перебралось из Антверпена в Брюссель, где было запрещено властями к 1788 году.

### Возрождение ордена
Упразднение общества Иисуса продолжалось сорок лет.
В 1801 году папа Пий VII официально разрешил существование общества, но только на территории России.
Орден был восстановлен в 1814 году. Первым генералом возрождённого ордена стал российский иезуит Фаддей Бжозовский.